# Elven Warrior
Elven Warrior — компьютерная игра-платформер в жанре action-adventure, разработанная компанией Bizarre Computer Productions и изданная в 1989 году для компьютеров ZX Spectrum, Commodore 64 и Amstrad CPC.
В Elven Warrior игрок управляет эльфом, которому нужно собрать четыре бутылки с зельем и принести их к магическому котлу. Игровой персонаж перемещается в двумерном мире, где ему нужно, ориентируясь в лабиринте и прыгая по платформам, уничтожать противников, искать для прохождения ключи от дверей, совершенствовать оружие и тому подобное. После сбора зелья и его применения игровой мир несколько изменяется, и перед игроком ставится аналогичная задача.
Игровая пресса встретила игру сдержанно. По игровому процессу были получены противоречивые мнения — с одной стороны его посчитали скучным и повторяющимся, с другой стороны увлекательным относительно игрового мира. Была высоко оценена графика и анимация, а также оставлены положительные отзывы по музыке.

## Игровой процесс

Игровой процесс Elven Warrior, версия для ZX Spectrum: главный герой вышел из двери слева, пройдя мимо движущегося монстра, и готовится запрыгнуть на движущуюся платформу, чтобы перебраться на правую часть экрана, где находятся сокровища и бутылка с зелёным зельем

Elven Warrior представляет собой платформер в жанре приключенческий боевик, выполненный в двумерной графике. По сюжету главный герой, эльф, добирается до костра, где была сожжена ведьма со всеми её вещами. Эльф обнаруживает, что огонь не затронул книгу бессмертия, как это предписывала легенда. Полистав книгу, он понимает, что для использования магии нужно найти четыре бутылки с зельем и принести их к костру. С этого момента начинаются действия игрока.
Главный герой может перемещаться влево и вправо и прыгать, но его прыжки происходят только вертикально вверх. Игровой мир представляет собой пространство из более 40 экранов, на которых главному герою требуется несколько раз собрать по 4 бутылки с зельем и отнести к котлу. Сначала собираются бутылки зелёного цвета, и персонаж относит их к зелёному котлу. Далее процесс повторяется для бирюзового зелья, но оно и его котёл уже расположены в других точках лабиринта. Местонахождение всех предметов в игре фиксировано, но после завершения фазы сбора зелья к одному из котлов лабиринт несколько изменяется — появляются новые движущиеся платформы, открываются новые пути, а также расставляются бутылки и котёл цвета следующей фазы.
В распоряжение игрока сначала дается некоторый запас стрел и ключей. Последние используются для открытия дверей, при входе в которые один из ключей всегда теряется, и игрок перемещается по другую сторону двери в другую точку лабиринта. Количество ключей в игре ограничено, и поэтому игрок должен планировать свои перемещения для того, чтобы не остаться без ключей в ограниченной части игрового мира. На пути встречается множество монстров, от прикосновения с которыми эльф теряет очки здоровья — игроку препятствуют зомби, летающие глаза, люди-ящеры и другие. Погибнуть главный герой может либо после полной потери здоровья, либо в результате падения в воду, огонь и тому подобные места. В лабиринте эльф может найти новое снаряжение — топоры, деревянные посохи, щиты и бомбы. Стрелы, топоры и посохи главный герой бросает по направлению движения, и в случае попадания во врага тот уничтожается. Щит позволяет на некоторое время сделать эльфа неуязвимым от атак врагов, а бомба при активации убивает всех монстров на экране. Для пополнения здоровья игровой персонаж может найти в лабиринте чаши, а найденные сокровища увеличивают игровой счёт.

## Разработка и выпуск
Elven Warrior разработана компанией Bizarre Computer Productions. Игровой концепт и сюжет были написаны Дунканом Кершау (англ. Duncan Kershaw), написанием музыки, программированием и графикой для Commodore 64 занимался Соник Граффити (англ. Sonic Graffiti), художественные работы на ZX Spectrum выбли выполнены Джабба Северном (англ. Jabba Severn). Рисованием экранов загрузки занимался Джеймс Кинг (англ. James King), логотипы и другая художественная работа выполнялась Джоном Кларком (англ. Jon Clark).
Elven Warrior вышла в 1989 году для компьютеров ZX Spectrum, Commodore 64 и Amstrad CPC.

## Оценки и мнения
| Иноязычные издания | Иноязычные издания |
| Издание            | Оценка             |
| ------------------ | ------------------ |
| Crash              | 72 %               |
| Sinclair User      | 59 %               |

Критик Sinclair User нашёл игровой процесс скучным из-за низкого интеллекта неигровых персонажей и повторяемости действий. Однако он отметил высокое качество графики — прорисовку холмов, причудливых коттеджей, растений, тёмных и зловещих пещер — и это нашёл очаровательным. Фоновая музыка, по сообщению рецензента, идеально приятная.
Автор обзора в журнале Crash заметил, что главный герой может прыгать только вертикально, и нашёл это чрезвычайно раздражающим. Выбранный разработчиками концепт поиска четырёх бутылок и котла критик посчитал самым скучным решением, но, тем не менее, игровой процесс был описан как увлекательный — так как после очередной фазы игровой мир изменяется и становится больше. Журналист отметил детализированность прорисовки монстров, а также плавность анимации. В заключении рецензент посчитал, что эта маленькая и приятная игра подойдёт всем.